# Anglès britànic
L'anglès britànic, British english, UK English o English English (BrE, BE, en-GB), és el terme utilitzat per a distingir les formes de l'anglès utilitzat en el Regne Unit de les formes usades a altres llocs. Hi ha una confusió sobre si el terme es refereix a l'anglès parlat a les Illes Britàniques o a l'anglès que es parla a la Gran Bretanya, així en el cas d'Irlanda, es fan distincions i s'anomena Hiberno-English.
Hi ha lleugeres variacions regionals en l'anglès escrit formal en el Regne Unit (per exemple, malgrat que les paraules wee i little són intercanviables, en determinats contextos, és més probable veure escrit wee per part d'algú originari del nord de la Gran Bretanya (i especialment d'Escòcia) o d'Irlanda del Nord que no pas per algú del sud d’Anglaterra o Gal·les. Tanmateix hi ha un grau significatiu d'uniformitat en l'anglès escrit en tot el Regne Unit que es pot descriure com "British English/anglès britànic". Les formes de l'anglès oral, però, varien considerablement més que en els altres llocs del món on es parla anglès i el concepte d'anglès britànic hi és més difícil d'aplicar. Segons Tom McArthur en el seu llibre Oxford Guide to World English (p. 45), "per a moltes persones... especialment a Anglaterra el terme British English] és una tautologia," i comparteix "totes les ambigüitats i tensions de la paraula British, i com a resultat pot ser interpretada de dues maneres, en sentit ampli o en sentit més restringit dins d'un marge de desenfocament i ambigüitat".

## Història
L'idioma anglès està classificat com a germànic occidental originat dels dialectes anglo- frisons portats a Anglaterra per les tribus germàniques que van colonitzar el territoris vingudes del nord-oest de l'actual Alemanya i del nord dels Països Baixos. En un principi l'anomenat, Old English/anglès antic va ser un variat grup de dialectes anomenat saxó occidental tardà (Late West Saxon), finalment va dominar sobre els altres. L'original idioma anglès antic va ser aleshores influït per dues onades d'invasions; La primera a càrrec de l'idioma parlat per la branca escandinava de la família lingüística germànica; aquests invasors van conquerir i colonitzar part de la Gran Bretanya durant el segle viii i segle ix. La segona va ser amb els normands en el segle xi que parlaven normand antic i al llarg del temps es va formar el llenguatge anglonormand. Aquestes dues invasions van fer que l'idioma anglès fos una mescla lingüística, fins a un cert punt sense arribar a ser un autèntic llenguatge híbrid, el qual és forma quan la cohabitació de dues o més llengües força a formar un llenguatge mixt per a poder haver una mútua comprensió.
La cohabitació amb el llenguatge escandinau va fer que hi hagués una simplificació gramatical significativa i un enriquiment del vocabulari del nucli anglofrisó; la posterior ocupació normanda portà a empeltar sobre el nucli germànic una capa més elaborada de paraules d'origen llatí, ja que el normand és una llengua romànica. Aquesta influència romànica entra sobretot via els tribunals i el govern i així l'anglès, amb tantes paraules manllevades d'altres llengües. passà a tenir molta flexibilitat i una gran riquesa lèxica.

## Dialectes
Els dialectes anglesos i els accents regionals varien entre els quatre països del Regne Unit i també dins dels mateixos quatre països: hi ha també diferències entre l'anglès que parlen els diferents grups socioeconòmics dins una regió.
Les principals divisions es classifiquen normalment com “English English” o anglès parlat a Anglaterra, que inclou els dialectes del sud d'Anglaterra, els dialectes de les Midlands (centre), els dialectes del nord d'Anglaterra i els de Gal·les a més del Scottish English (sense confondre'l amb l'idioma escocès Scots language).
Els diferents dialectes britànics també difereixen en les paraules que han manllevat d'altres idiomes. Els dialectes d'Escòcia i del nord d'Anglaterra inclouen moltes paraules provinents de l'escandinau antic (Old Norse) i unes poques derivades del gaèlic escocès, encara que la major part de l'estructura i el vocabulari comú són conservadores respecte a l'anglosaxó com 'kirk' <'church' (església), 'beck' <'stream' (rierol), 'feart' <'feared' (atemorit), 'fell' <'hillside' (vessant), 'kistie' <'chest', 'box' (caixa), 'lang syne' <'long ago' (fa molt de temps), etc.
La Universitat de Leeds va iniciar el 2007 un projecte per al coneixement dels dialectes britànics de la llengua anglesa: Està dirigit per la lingüista i fonetista Sally Johnson.
Segons aquest equip, es manté la diversitat dins la llengua anglesa malgrat la influència dels mitjans de comunicació (Televisió i ràdio) i l'augment del contacte amb altres dialectes.

## Accent
No hi ha un accent britànic determinat; de fet n'hi ha molts de regionals i dialectals, amb més variació que no pas en l'anglès americà.

### Regional
Les classes altes del sud d'Anglaterra marquen un estàndard conegut com a Received Pronunciation (RP). Aquest accent deriva de la mescla dels dialectes del centre i del sud que es parlava a Londres a l'edat mitjana
i sovint es fa servir de model per a ensenyar anglès als estrangers. Aquest, actualment, és un dialecte de classe social més que no pas un dialecte geogràfic. També se'l coneix com l'anglès de la reialesa, "Independent School English", o "BBC English", ja que des del principi era l'anglès utilitzat en els mitjans orals de comunicació malgrat que actualment s'hi poden sentir una gran varietat d'accents. Només un 2% dels britànics parlen d'aquesta manera que ha evolucionat fortament durant els darrers quaranta anys.
L'accent cockney de Londres és molt diferent del RP i el seu argot rimat pot ser difícil d'entendre pels que no n'estan habituats. Al comtat de Surrey hi preval el RP i aquest accent es va fent més rústic a la rodalia. A Cornualla, on fins fa poc es parlava una llengua cèltica, es parla actualment amb un accent cèltic proper al de Gal·les.
El dialecte conegut com a Estuary English ha anat guanyant preeminència recentment té trets del RP i altres del cockney. A Londres hi ha canvis en els accents per influència de l'Anglès dels emigrants del Carib com a resultat, els londinencs parlen amb una barreja d'accents, depenent de les ètnies, veïnatge, classes socials, edat, educació rebuda i altres factors.
Fora de la part sud-oest, a Anglaterra, es distingeixen altres formes de parlar anglès:
- West Country (sud-oest d'Anglaterra)
- East Anglian
- West Midlands (regió) (Black Country, Birmingham)
- East Midlands
- Liverpool (Scouse)
- Manchester (Mancunian) i altres accents de Lancashire
- Yorkshire (Amb lleugeres diferències entre Leeds, Sheffield i Bradford (West Yorkshire))
- Newcastle upon Tyne (Geordie) i altres accents del nord-est d’Anglaterra

Malgrat que alguns dels accents més forts de vegades poden ser difícils d’entendre pels anglòfons de fora la Gran Bretanya, quasi tots els accents del "British English" resulten mútuament intel·ligibles pels mateixos britànics amb dificultats només ocasionals i els parlants són capaços d'utilitzar entre diferents dialectes amb un anglès més neutre i més fàcil d'entendre.

## Estandardització
L'anglès de la Gran Bretanya i de la República d'Irlanda estan regits per convencions més que no pas per un codi formal. Samuel Johnson (el 1755) va proposar l'ortografia actual., mentre que a l'Escòcia independent no se seguia seguia exactament la norma anglesa, especialment en el sistema legal autònom escocès.
Des del segle XX moltes obres d'autors britànics s'han presentat com a guies gramàtiques i d'ús les més acceptades són, la de Fowler, A Dictionary of Modern English Usage i la d'Ernest Gowers, The Complete Plain Words. A més s'han d'afegir les guies d'estil com les de The Times, Oxford University Press i Cambridge University Press i altres.

## Received Pronunciation (RP)
També anomenat anglès de la reialesa ('Queen's (or King's) English)' i BBC English, és l'accent estàndard anglès a Anglaterra, presentat en molts llibres en fonologia i en fonètica i és el que apareix, en la majoria de diccionaris, com a exemple de pronunciació.
 Té relacions similars amb els altres dialectes com les que hi ha entre els dialectes d'altres llengües europees. Des de la Segona Guerra Mundial hi ha hagut més permissivitat perquè la pronunciació inclogui accents més regionals
Presenta tres formes: conservadora, general i avançada: la primera pertany a l'accent conservador de les persones velles i l'avançada a la dels parlants joves